# Иммунология (журнал)
Иммунология — российский медицинский журнал, освещающий вопросы иммунологии, иммуногенетики и аллергологии. Основан в 1980 году по инициативе академика Рэма Викторовича Петрова.
Первый специализированный российский журнал в своей области.

## Тематика
Теоретические и практические вопросы общей и прикладной иммунологии и аллергологии, иммуногенетики, молекулярной и клеточной иммунологии, иммунохимии, биохимии иммуногенеза, иммуноморфологии, функциональных основ иммунитета, иммунологии аллергических реакций, клинической иммунологии и иммунопатологии.
Журнал реферируется в Excerpta Medica, Biological Abstracts, Chemical Abstracts, SCOPUS

## Редакция
- Главный редактор журнала — директор ФГБУ «ГНЦ Институт иммунологии» ФМБА России член-корреспондент РАН профессор М. Р. Хаитов[4]

## ISSN
- ISSN 0206-4952

## Адрес
- 115035, г. Москва, ул. Садовническая, д. 11, стр. 12.